# آدا كاراسكو
آدا كاراسكو (بالإسبانية: Ada Carrasco)‏ هي ممثلة مكسيكية، ولدت في 14 سبتمبر 1912 في مدينة مكسيكو في المكسيك، وتوفي بنفس المكان في 5 أبريل 1994 بسبب نوبة قلبية.

## أعمال

### مسلسلات
- الأغنياء أيضا يبكون

## وصلات خارجية
- آدا كاراسكو على موقع IMDb (الإنجليزية)
- آدا كاراسكو على موقع أول موفي (الإنجليزية)
- آدا كاراسكو على موقع قاعدة بيانات الأفلام السويدية (السويدية)
- آدا كاراسكو على موقع قاعدة بيانات الفيلم (الإنجليزية)
- آدا كاراسكو على موقع كينوبويسك (الروسية)